# 아우내장터 만세운동
아우내장터 만세운동은 1919년 천안 아우내장터에 있던 3,000여 명의 군중이 일제의 조선 식민지배에 반대하여 독립만세를 부른 사건으로, 일제 경찰은 총검을 이용하여 강력한 제지를 하여 많은 사상자가 발생하였다.
홍일선이 만세운동을 발의하였으며 김교선이 주도하여 만세시위를 준비하였다. 3월 29일 한동규와 이순구에게 그 취지를 설명하고 동의를 얻었으며 한동규는 이백하에게 함께 참여하도록 권유하여 찬동을 얻었다.
서울에서 만세운동을 목격한 유관순은 3월 13일 귀향하여 아버지 유중권과 조인원 그리고 숙부 유중무에게 서울의 상황을 전하자 이들은 4월 1일 병천 시장에서 만세운동을 전개하기로 하였다.  3월 31일 밤 자정에 아우내 장터를 중심으로 천안 길목과 수신면 산마루 및 진천 고개마루에 거사를 알리는 봉화횃불을 올렸다. 야간을 이용해 예배당에서 태극기를 제작하였고, 천안쪽 길목은 조병호가, 수신면 쪽은 조만형이, 충북 진천 쪽은 박봉래가 맡아 만세를 권유하기로 하였다.
현재도 병천면에서는 유관순 열사를 기념하기 위해 매년 3.1절 전날에 봉화 축제를 열고 있다.

## 만세시위
음력 3월 1일 홍일선과 김교선 등은 아우내장터에 나가 만세시위의 참여를 권유하였다. 오후 1시경 조인원은 시장의 군중 앞에서 독립선언서를 낭독하고 '대한독립만세'를 선창하였다. 이에 시장 군중들이 크게 외쳤다. 시장에서 약 50보 정도 떨어진 병천 헌병주재소의 소산 소장 등 일경 5명은 만세 소리에 놀라 시장으로 출동하여 해산을 요구하였으나 시위대가 불응하자 즉시 발포하였다.
사상자들의 친지는 시신을 헌병 주재소에 옮기고 항의를 하였고 김교선, 한동규, 이백하, 이순구 등이 군중 100명과 함께 주재소로 가서 태극기를 흔들며 만세를 불렀으며 사망자에 대한 조치와 구금자의 석방을 요구하였다. 유중권은 헌병에게 총검으로 옆구리와 머리를 찔려 빈사 상태에 이르렀는데 동생 유중무는 형을 업고 주재소로 가서 치료를 요구하였다. 군중이 점차 늘어나서 1500명이 이르렀을 때 헌병들이 권총을 발포하였다.
시위대는 헌병 보조원 맹성호와 정수영에게 동족으로 같은 민족을 죽이느냐고 항의를 하였고, 유관순은 주재소장을 잡아 낚아채면서 항의를 하였다.

## 피해
성공회 병천교회에서 운영하던 진명학교[7] 교사 김구응이 지역 유지들과 젊은 청년, 학생들과 함께 참여하였다. 일경은 김구응을 총으로 쏘아 죽이고 그의 두개골을 박살냈다. 비보를 듣고 온 그의 모친 최씨가 아들의 시신을 안고 통곡하자 노모마저 창과 칼로 찔러 살해하였다. 일제의 강제 진압으로 현장에서 사망한 사람은 19명이며, 유관순을 포함한 많은 참가자들이 부상, 투옥등의 어려움을 겪었다.